# Assassinato extrajudicial

Três de Maio de 1808 em Madrid por Francisco Goya, retratando uma execução sumária de espanhóis por forças francesas durante o Levantamento de dois de maio, em Madri

Um assassinato extrajudicial (também conhecido como execução extrajudicial ou assassinato extralegal) é a morte de uma pessoa por autoridades governamentais sem a sanção de qualquer procedimento judicial ou processo legal. Eles costumam ter como alvo personalidades políticas, sindicais, dissidentes, religiosas e sociais.
A prevenção de execuções extrajudiciais foi adotada em 15 de dezembro de 1989 pela Assembleia Geral da Organização das Nações Unidas sob a Resolução 44/162. Esta resolução também estabelece as responsabilidades que um Estado deve assumir para prevenir tais assassinatos que são: estabelecer proibições legais sobre tais execuções, evitando-as, garantindo o controle sobre os funcionários autorizados por lei a usar a força e armas de fogo, garantindo a proteção das pessoas que corram o risco de ser executadas e proibindo os funcionários superiores de autorizá-las ou incitá-las.